# Melaloncha gomezi
Melaloncha gomezi är en tvåvingeart som beskrevs av Brown 2006. Melaloncha gomezi ingår i släktet Melaloncha och familjen puckelflugor. Inga underarter finns listade i Catalogue of Life.